# Магнус VII
Магнус Ериксон (на шведски: Magnus Eriksson) е крал на Швеция от 1319 до 1364 г. и на Норвегия (вкл. на Исландия и Гренландия) от 1319 до 1343 г. Според шведската номерация той е четвъртия Магнус на шведския трон, съответно носи името Магнус IV, а според норвежката номерация е Магнус VII. Наричан е и Magnus Smek (Магнус Ласкавия), 

## Произход
Роден е през 1316 година в Норвегия. Син е на Ейрик Дългия, принц на Швеция, и Ингеборг Хокансдотер. По линия на баща си е внук на шведския крал Магнус Ладулос, а по линия на майка си е внук на Хокон V Магнусон, крал на Норвегия.

## Управление
На 8 юли 1319 г., след убийстото на баща му Магнус Биргерсон, 3-годишния Магнус Ериксон е избран за крал на Швеция. През същата година е избран и за крал на Норвегия, тъй като дядо му Хокон Магнусон не оставя мъжки наследник.
Първоначално от името на малолетния крал двете държави са управлявани от съвет на регентите, в който участва и неговата майка, Ингеборг Хокансдотер. Когато през 1331 г. Магнус навършва 15 г. и започва самостоятелно управление, среща силна съпротива сред норвежката аристокрация, породена от факта, че според норвежките закони кралят може да започне да изпълнява правомощията си при достигане на 20-годишна възраст. Едва две години по-късно, през 1333 г., норвежкият бунт е прекратен.
През 1332 г. датският крал Кристофър II умира като „крал без държава“, след като успява да разпродаде Дания парче по парче.
Магнус Ериксон се възползва от ситуацията и придобива срещу 34 000 марки в сребро източните провинции Сконеланд и Блекинге (провинция).
На 21 юли 1336 г. Магнус Ериксон е коронован като крал на Швеция и Норвегия в Стокхолм, което отново предизвиква недоволство сред норвежката аристокрация, която настоява да се проведе отделна коронация в Норвегия.
Търговска блокада на Новгород през 1347 г. и чумна епидемия, причинила смъртта на една трета от шведското население, принуждават Магнус IV да намали влиянието си. Магнус IV назначава на важни позиции неспособни хора, което също предизвиква недоволство. Налага му се да ипотекира кралски имоти в Калмар, Йостерйотланд, Хелсингланд, Геструкланд, Даларна, Нерке и Вермланд. Налага нови данъци върху риболова и търговията с риба в Сконе, а през 1352 г. се опитва да премахне правото на църквата да не плаща данъци. 
На 15 август 1343 г. норвежката опозиция постига споразумение с Магнус Ериксон и за крал на Норвегия е избран неговият по-малък син Хокон VI Магнусон като до навършване на пълнолетие е решено да управлява от негово име Магнус Ериксон. Малко по-късно през същата година е определено по-големият син на Магнус, Ерик, да стане крал на Швеция след смъртта на Магнус Ериксон в противоречие с основния закон от 1319 г. По този начин съюзът между Швеция и Норвегия е прекъснат. Този акт е окончателно затвърден през 1355 г., когато Хокон достига посочената от закона 15-годишна възраст.
През 1357 г. Магнус Ериксон отстъпва на сина си Ерик части от владенията си. Ерик умира внезапно и през 1360 г. датският крал Валдемар IV завзема Сконе, Блекинге, Сьодра Халанд и Висбю на остров Готланд. През 1364 г. в полето на Мора шведската висша аристокрация провъзгласява Албрехт Мекленбургски за нов шведски крал. Хокон VI Магнусон е свален, а Магнус – детрониран. Мекленбургците побеждават шведите в битка Гатавалд, Хокон успява да избяга, а Магнус Ериксон е пленен. Хокон се отказва от престола през 1370 г.

## Наследство
По времето на Магнус Ериксон Швеция прави стъпки към това да се превърна в национална държава. Около 1350 г. е изработен първият закон, валиден за цялото кралство, в който Швеция е определена като изборно кралство. Освен това през 1359 г. Магнус Ериксон свиква в Калмар събрание на всички съсловия от кралството – „четирима мъже от селското съсловие на всеки съдебен окръг и избраници от всеки търговски град, двама каноници от всяка катедрала заедно с нейния епископ и всички наши и други от мъже от кралството, които го ръководят и искат да дойдат“.

## Семейство
През 1335 г. Магнус Ериксон се жени за Бланш дьо Намюр от династията Дампиер. Тя ражда двамата му синове Ерик XII Магнусон, крал на Швеция от 1356 до 1359 г. и Хокон VI Магнусон, крал на Норвегия от 1343 до 1380 г.